# Robert Giron
Pour les articles homonymes, voir Giron.
Robert Giron, né le 5 avril 1897 dans la commune bruxelloise d’Ixelles et mort le 24 septembre 1967 à São Paulo, est un peintre belge, devenu directeur de la Société des Expositions du palais des Beaux-Arts de Bruxelles.

## Généalogie et enfance
Comme l’atteste un faire-part de naissance, Robert Giron est né dans la maison familiale située au 15 rue de la Vallée aux étangs d’Ixelles et construite en 1893 par l’architecte Delune. Son père, Paul Giron, avait le rang de général dans l’armée belge. Sa mère, Jeanne Spaak, est la sœur de Paul Spaak. Robert Giron  a deux frères : Pierre Giron (né en 1896) et Jean-Paul (né en 1899). Son oncle, Paul Spaak, a eu trois fils : Paul-Henri Spaak (ministre d’État), Charles Spaak (scénariste de cinéma), Claude Spaak (dramaturge).
La scolarité de Robert Giron se déroule à l’Athénée de Saint-Gilles où il rencontre Paul Delvaux qui devient son ami et le restera jusqu’à la mort. Paul Delvaux est né, comme Robert Giron, en 1897 mais ne fréquente pas la même classe. Paul Delvaux est dans la classe du frère cadet Jean-Paul Giron et du cousin Paul-Henri Spaak.
L’enfance de Robert Giron baigne dans un milieu aisé, qui s’intéresse à l’art. En 1910, par exemple, il bénéficie de la troisième Exposition universelle de Bruxelles. Une partie de l’exposition est consacrée à l’art ancien, l’autre à l’art contemporain. Dans la salle dédicacée à la France sont exposés des peintres prestigieux comme Matisse. Dans celle relative à la Belgique sont exposés : Eugène Laermans, Rik Wouters, James Ensor, Fernand Khnopff, et Jean Delville.
Robert Giron a participé à un des premiers mouvements scout.Ses premiers dessins (1913) esquissent des scènes de la vie moderne, genre qu’il continuera à privilégier plus tard.
IL termine ses humanités et rentre à l’École polytechnique de l’Université libre de Bruxelles.

## La Première Guerre mondiale
Robert Giron se porte volontaire de guerre et tente de rejoindre les troupes belges derrière l’Yser, mais il se fait arrêter par les Allemands et est emprisonné dans le camp de Sennelager près de Paderborn en Rhénanie-Westphalie. Il y est prisonnier avec son frère aîné Pierre et avec son cousin Paul-Henri Spaak. Pour occuper le temps et oublier les dures conditions de détention, les prisonniers jouaient au football et au rugby. Ils avaient fondé le Théâtre de Senne et se travestissaient pour jouer des spectacles comme La Dame aux camélias. Ils montèrent également la pièce de théâtre Kaatje, qui est l’œuvre la plus célèbre de Paul Spaak.

## La carrière de peintre
À la libération, Paul-Henri Spaak fait des études de droit à l’ULB et entre au barreau de Bruxelles tandis que Pierre Giron va devenir ingénieur civil. Robert Giron entame ses études à l’école Polytechnique dont il a réussi l’examen d’entrée avant la guerre, mais en fin de compte il renonce à devenir ingénieur comme son frère et s’inscrit en 1919 à l'Académie royale des beaux-arts de Bruxelles. Il y retrouve ses amis Paul Delvaux et Jules Payro. Tous trois sont élèves de Constant Montald.
Constant Montald n’est pas à proprement parler un professeur mais plutôt un coach. Pour lui, l’essentiel est de communiquer à ses élèves sa passion pour la peinture et non de les enfermer dans des directives techniques. Ce n’est pas lui non plus qui va conseiller les deux amis sur le choix d’une palette de couleurs, mais bien Jules Payro qui est déjà un peintre plus expérimenté. Cette « gamme Payro », relativement peu sophistiquée, permettra aux deux peintres de débuter dans la peinture et restera la base des composants de leur palette respective. Certaines œuvres de Robert Giron, notamment dans le choix des sujets, s’inspirent de la « manière Payro ».
Robert Giron et Paul Delvaux exposent de temps en temps avec d’autres artistes notamment en 1923 à la galerie Georges Giroux et ensuite à la galerie Mommen. En 1925, ils exposent ensemble à la galerie Royale dont ils se partagent une salle. Il s’agit pour eux d’un premier évènement artistique. Celui-ci est relayé dans la presse où on peut lire des commentaires élogieux. On le compare à Daumier, et on vante ses qualités en dessin et ses talents de coloriste.
Si la presse se montre de façon générale positive à l’égard des deux jeunes exposants, elle émet cependant quelques réserves : on lui reproche des déformations des formes et de suivre une certaine mode qui consiste à se détourner de la beauté vivante. On lui conseille de se détourner définitivement du cubisme. Quelquefois, les critiques comparent les deux peintres amis et attribuent à Robert Giron une savoir faire plus marquant. 
Depuis 1923, Robert Giron entretient une relation, au moins épistolaire, avec une demoiselle Yvonne Côme de sept ans sa cadette, modiste.
Durant la dizaine d’années qu’a duré leur carrière commune de peintres, Paul Delvaux et Robert Giron se verront tous les lundis pour comparer leur travail respectif, pour échanger des conseils et se critiquer mutuellement. Ces confrontations amicales, qui leur permettent de s’enrichir tous les deux s’avèrent une excellente école. Paul Delvaux reconnaît à son ami un sens aigu de la qualité, qu’il développera par la suite : ses critiques étaient toujours pertinentes et justifiées. Les deux peintres amis subissent évidemment aussi des influences extérieures. La rétrospective Modigliani, organisée à Paris en 1926, influence Paul Delvaux et aussi Robert Giron. Tous deux peindront des personnages au long cou caractéristiques des portraits de Modigliani. Certaines œuvres de Robert Giron sont également influencées par le mouvement expressionniste flamand et plus particulièrement par des représentants de l’École de Laethem-Saint-Martin comme Constant Permeke et Gustave van de Woestijne.
Les rencontres hebdomadaires des deux amis après la première exposition commune en 1925 vont aboutir à une nouvelle exposition en 1928 à la galerie Le Manteau au boulevard de Waterloo. En attendant les visiteurs qui sont rares, les deux exposants passent le temps en jouant au « vogelpik » dans l’arrière-salle de la galerie. Lors de cette seconde exposition le père de Robert Giron achète une toile de Paul Delvaux. 
En 1927, Paul Giron annonce à son fils que dorénavant il devra subvenir seul à ses besoins. Robert Giron veut continuer à pratiquer son métier de peintre mais la même anné accepte l’offre d’emploi que lui propose le Palais des Beaux-Arts, espérant maintenir les deux activités de front.

## Le  Palais des Beaux-Arts
Dès 1913, le roi et la reine expriment le souhait que soit construit à Bruxelles un lieu où seraient rassemblées de multiples disciplines artistiques et un projet de construction d’un Palais des Beaux-Arts est conçu par le Gouvernement belge du Havre. Après la première guerre mondiale, un premier projet de l’architecte Victor Horta est refusé par le Parlement car trop audacieux et trop cher. En 1922, une poignée d’hommes, dont Adolphe Max bourgmestre de Bruxelles et Henry Le Bœuf, fonde une ASBL Palais des Beaux-Arts et relance le projet de construction par Horta. La ville de Bruxelles apporte le terrain et l’État garantit l’emprunt. Horta doit concevoir des plans qui tiennent compte de la nature et de la déclivité du terrain ainsi que de la servitude historique qui protège le site urbain en face du Palais Royal. En outre pour rentabiliser l’investissement, la ville exige des magasins au rez-de-chaussée de la façade. L’accès au public est ouvert en 1928 dès la fin de la construction des salles d’exposition. 
Le Palais se choisit un Directeur : Charles Leirens photographe d’art, qui est entouré d’une équipe de jeunes dont le tandem Claude Spaak et Robert Giron à la tête des Expositions. Au début les problèmes sont énormes. Plusieurs grandes expositions et spectacles sont organisés coup sur coup. C’est ainsi qu’en février 1928, le banquet anniversaire de James Ensor rassemble 400 convives. Henry Le Bœuf craint les bilans déficitaires et recommande à Charles Leirens une gestion plus rigoureuse mais ce dernier organise d’énormes et coûteuses expositions de sculpture (Bourdelle, Carpeaux, Rodin...). Devant la menace de devoir fermer les salles d’exposition en raison des frais engendrés, Henry Le Bœuf décide de séparer la gestion immobilière de la gestion artistique en créant autant d’ASBL que  de domaines artistiques. Ainsi est créée en 1929, la Société auxiliaire des Expositions du Palais des Beaux-Arts, dont le directeur sera Claude Spaak avec comme bras droit Robert Giron. En 1931, Paul Giron devient le directeur général du Palais des Beaux-Arts, jusqu'en 1946.

## Début de carrière au Palais des Beaux-Arts
Alors que Paul Delvaux ne peut épouser la femme qu’il aime car sa famille s’oppose à ce mariage, Robert Giron épouse en 1930 Yvonne Côme à laquelle il est lié depuis fort longtemps. Le couple est suffisamment à l’aise financièrement pour s’installer dans un appartement sous les toits et acheter une nouvelle moto. Un atelier est installé dans l’appartement car Robert Giron compte bien concilier son activité au Palais des Beaux-Arts avec sa passion pour la peinture. Ainsi, à la sortie du film de Fritz Lang en 1931, il peindra le tableau intitulé M le maudit.
Les expositions se succèdent alors que la crise financière et économique de 1929 sévit dans le monde mais touche aussi gravement la Belgique. Réussir à défendre l’art alors que le pays vit un véritable marasme tient du prodige.
En 1933 la Société Auxiliaire des Expositions lance un service des ventes publiques, qui a pour but de fournir de nouvelles sources de financement pour l’organisation des expositions. Robert Giron en est le secrétaire.
En 1934, Claude Spaak quitte le Palais des Beaux-Arts pour tenter sa chance comme dramaturge à Paris. Robert Giron prend seul la Direction de la Société Auxiliaire des Expositions. Il le fait en respectant les trois principes fondateurs du Palais déjà énoncés dès sa création :
1. La priorité à l’art national : Robert Giron exposera Léon de Smet (1936), Constant Permeke(1933), René Magritte (1933), Paul Delvaux (1933), Léon Spilliaert (1936), Xavier Mellery (1937), Jean Brusselmans (1937) et bien d’autres peintres belges encore.
2. La mission internationale : elle est illustrée par l’organisation d’expositions comme celle de Georges Braque (1936), Marc Chagall (1938). Mais aussi l’organisation d’expositions d’ensemble comme Le Minotaure (1934) première exposition surréaliste au monde, L’Impressionnisme (1935), Le Surréalisme (1937). Enfin de nombreuses expositions sont consacrées à un pays ou à une civilisation. Robert Giron fera à de nombreuses reprises appel à des musées et des collectionneurs étrangers notamment pour l’organisation de nombreuses expositions consacrées aux dessins anciens comme Dessins d’Ingres à Delacroix (1936), Les plus beaux dessins du musée du Louvre (1936), Dessins hollandais de Jérôme Bosch à Rembrandt (1937), Dessins de Rubens (1938)
3. Maison d’art vivant : il s’agit de promouvoir l’art contemporain. Henry Le Bœuf avait affirmé que le Palais des Beaux-Arts ne pouvait en aucun cas devenir un musée[13]. Cette idée-force de promotion de l’art contemporain, Robert Giron l’a particulièrement bien défendue aussi bien sur le plan national qu’international. Grâce à sa forte personnalité  et  bien avant la 2e guerre mondiale, il a mené une politique cohérente de promotion de l’art belge nouveau. Celui-ci présente à l’époque un double profil : expressionniste au Nord et surréaliste au Sud. Ces deux écoles vont recevoir leur consécration au Palais des Beaux-Arts à Bruxelles, qui va constituer un abri pour l’art nouveau belge dans une période de crise des années trente où les galeries d’avant-garde ferment leur porte l’une après l’autre.

Sur le plan professionnel, Robert Giron connaît le succès. Mais sur le plan politique l’avenir s’assombrit.

## La deuxième guerre mondiale
Pour la seconde fois de sa vie, Robert Giron va connaître la guerre avec, comme toutes les populations engagées dans le conflit, ses privations et ses grandes peurs. Les familles Giron et Spaak seront disloquées. Mais Robert Giron subira également l’occupation allemande dans sa vie professionnelle. Les salles d’exposition seront régulièrement réquisitionnées pour faire l’apologie de l’art allemand et le Palais des Beaux-Arts ne pourra plus exposer que des peintres belges. Robert Giron va donc organiser exclusivement des expositions de peintres belges souvent exposés par le passé comme Permeke[Lequel ?], Rik Wouters, Pierre Caille et bien sûr celui qui est resté son grand ami Paul Delvaux. La seule exception a été en 1943 l’exposition Raoul Dufy dans les collections belges. Robert Giron avait réussi à convaincre les Allemands que le thème de l’exposition n’était pas le peintre Raoul Dufy mais Dufy dans les collections belges et donc relevait bien de l’art belge.
Robert Giron organisera des expositions pendant toutes les années de guerre ce qui tient du prodige car les moyens de communication étaient quasi inexistants et le téléphone était régulièrement coupé.
Pendant la guerre Robert Giron aidera les peintres qui n’ont plus aucun moyen de subsistance. Ainsi, il commandera à Magritte un tableau représentant sa famille : son épouse Yvonne, son fils Bernard et lui-même. Edgard Tytgat peindra le portrait de Bernard Giron âgé de 9 ans. Robert Giron fera partie des Amis des Compagnons de l’Art qui distribuaient pendant les années de guerre des pensions aux peintres sans ressources en échange de tableaux. Ces Amis se répartissaient les œuvres ainsi récoltées selon une clé de répartition restée mystérieuse. Faisaient aussi partie des Amis des Compagnons de l’Art : Luc Haesaerts et Suzanne Bertouille la première épouse de Paul Delvaux, qui deviendra la secrétaire de Robert Giron au Palais des Beaux-Arts.
Il est soupçonné, par contre, d'avoir entretenu des rapports enrichissants  avec des marchands d'art collaborateurs parisiens qui récupéraient des biens volés par l'occupant dans des galeries juives ou des propriétés privées juives,.

## Après la guerre
La famille Giron, apparentée à Paul-Henri Spaak, chef du gouvernement belge en exil, a payé un lourd tribut à la guerre 40-45. Pendant les années de guerre, la famille est disloquée et chacun de ses membres tente d’avoir des nouvelles des autres grâce à un échange de correspondance soutenu. À la fin de la guerre, personne n’a de nouvelles de Suzanne Spaak, l’épouse de Claude Spaak. Membre du mouvement de résistance Orchestre rouge, elle a été arrêtée par les Allemands, incarcérée à la prison de Fresnes, torturée et finalement fusillée 13 jours avant la libération.
Dans les années 1928-1929, Suzanne Spaak avait croisé Paul Delvaux à un concert au Palais des Beaux-Arts. Il avait été fasciné par le regard de celle-ci et peint pendant plusieurs années des femmes au regard étrangement fixe semblable à celui de cette héroïne de la résistance. 
L’après-guerre est la période faste du Palais des Beaux-Arts car se succèdent de grandes expositions comme :
- De Jérôme Bosch à Rembrandt (1946)
- Les Chefs-d’œuvre des Musées de Vienne (1947)
- Les Chefs-d’œuvre de la Pinacothèque de Munich (1948)
- Les Trésors du Moyen Âge (1949)
- Les Chefs-d’œuvre du Musée de Berlin (1950)

En 1949, Robert Giron est nommé chevalier de la Légion d’honneur.
Beaucoup d’expositions concernent l’art ancien, mais Robert Giron ne néglige pas l’art moderne pour autant. Après les années de guerre, la population rejette ce qui a été promu par l’occupant et réhabilite ce que le 3e Reich appelait l’art dégénéré. Et le public se tourne  vers l’École de Paris. Dès 1945, Robert Giron organise l’exposition La Jeune Peinture française  où sont exposés les peintres successeurs de Picasso et de Matisse comme par exemple Felix Labisse.
En 1953, à l’occasion du 25e anniversaire du Palais des Beaux-Arts, Robert Giron organise deux expositions parallèles : L’Art Ancien dans les Musées et Collections belges et l’Art contemporain dans les Musées et Collections belges. 
Dans le cadre de l’Exposition universelle de 1958, Emile Langui, spécialiste de l'histoire de l'art, un moment responsable du Département Beaux-Arts et Littérature du Ministère de l’Éducation Publique, et Robert Giron organisent  l’exposition 50 ans d’art moderne illustrée par de nombreux chefs-d’œuvre en provenance du monde entier et même de l'URSS. 
En 1959, à l’initiative de Robert Giron et de Bénédict Goldschmidt, l’association « Jeunesse et Arts Plastiques » est créée et sera dirigée par Bernard Giron fils de Robert Giron. Celui-ci avait été engagé deux ans auparavant à la Société Auxiliaire des Expositions non sans provoquer des commentaires. Robert Giron insistait pour qu’on ne considère pas cet engagement comme la désignation d’un dauphin. Les JAP avaient  pour but de faciliter les contacts de la jeunesse avec les arts plastiques en distribuant des entrées gratuites dans les musées au moins de 25 ans mais aussi en leur permettant de se confronter avec l’art contemporain. Bernard Giron a dirigé les JAP pendant 20 ans pour devenir ensuite marchand de tableaux. Les JAP existent toujours.
Alors que dans toutes les grandes villes d’Europe sont construits des musées consacrés à l’Art moderne, il n’existe en Belgique qu’un seul musée de ce type, celui de Bruxelles et il ferme ses portes en 1959 pour être reconstruit. Le Palais des Beaux-Arts, par le biais des expositions que Robert Giron y organise, va pallier  cette carence de musées. De même que la formation de collections privées, parfois prestigieuses, qui vont suivre l’évolution de l’art.

## Son ami Paul Delvaux
Robert Giron exposera son ami Paul Delvaux tout au long de sa carrière au Palais des Beaux-Arts. Dès 1938 lors d’une exposition intitulée « Les Compagnons de l’Art » avec d’autres artistes belges de l’époque. En 1939, 1944,1949, Paul Delvaux expose seul au Palais des Beaux-Arts. Il occupe une place de choix dans l’exposition de 1957 intitulée « Quelques artistes belges depuis Ensor ».
Si Robert Giron expose fréquemment son ami Paul Delvaux, il le défend aussi dans les situations difficiles. Ainsi en 1962, Paul Delvaux expose au casino d’Ostende un tableau qui s’intitule La Visite qui représente une rencontre initiatique entre un adolescent et une femme dans une chambre où règne un certain mystère assurément voulu. Une dame âgée, choquée par le sujet du tableau, obtient son retrait de l’exposition. Robert Giron écrit alors à l’échevin de la ville et menace de retirer tous ses tableaux de l'exposition. Le tableau fut réintégré à l’exposition mais celle-ci fut interdite aux moins de 18 ans.

## Les années 60 et l’Art américain
En 1958, tout va changer. Robert Giron découvre l’art américain, qui jusque-là a été ignoré par les collectionneurs et presque tous ceux préoccupés par l’art. En débarquant de l’avion au retour d’une exposition à New-York, il déclare ne rien avoir vu de semblable depuis le cubisme . Et donc à partir de ce moment, le Palais des Beaux-Arts va organiser de moins en moins souvent des expositions de l’École de Paris. Par contre, l’Art américain mais aussi  l’art anglais vont faire leur entrée en scène.
Ainsi sont exposés :
- en 1961 : Donati, Pasmore,Paozzoli
- en 1962 : Rothko, Ben Shahn, Richard et Adams
- en 1963 : Guston et Kline
- en 1964 : Art USA now

Robert Giron avance vers l’âge de la retraite. Sa dernière grande exposition, organisée avec un musée danois, est intitulée 6 peintres surréalistes et présente notamment L’entrée en ville de Paul Delvaux, qui appartient à ce moment-là à la famille Giron. Robert Giron part à la retraite en avril 1967. Mais il ne se sent pas vieux pour autant. Il part pour Cuba rencontrer de nombreux artistes et rentre en Belgique pas très en forme physiquement. Néanmoins, il repart aussitôt en septembre 1967 avec son épouse au Brésil pour participer au jury de la Biennale de São Paulo. Il est élu président de ce jury à l’unanimité. Mais après un ou deux jours de travaux du jury, Robert Giron est alité. Hospitalisé, puis opéré, il meurt. Selon ses dernières volontés, il est enterré au cimetière de Vila Formosa appelé aussi cimetière des pauvres ou cimetière des Indiens.

## Les hommages
En 1967, la Société des Expositions du Palais des Beaux-Arts va créer le prix Robert Giron et le prix sera attribué pour la première fois en 1969 au sculpteur Vic Gentils. À cette occasion le président du jury E. Langui rendra hommage à Robert Giron. 
Après Vic Gentils, seront successivement lauréats du Prix International Robert Giron : Jean Tinguely, Pol Bury, Marcel Broodthaers, Roel D’Haese et Panamarenko. Par la suite, le prix ne sera plus attribué.

## Œuvres
Répertoriées ci-dessous les œuvres exposées lors de la rétrospective 2015. Sauf mention contraire, les œuvres appartiennent à la famille Giron. 
- Alanguie, 65 × 50 cm.
- Autoportrait, 90 × 70 cm
- Femme aux seins nus,  65 × 50 cm
- Premier Tableau
- Homme et femme nue, 1927
- Buste d'homme, 80X70 cm, 1923
- Couple lisant
- Dessin d'enfant
- Couple au café, 1913
- Les amis, 65X50 cm, collection Leblon
- Naïades
- Naïades, 65 × 50 cm
- Naïades
- Nu couché
- Nus dansants, 65 × 50 cm
- Pierrot, 27 × 24 cm, 1923
- Tendresse, 65 × 50 cm
- La Loge, 80 × 70 cm, 1924
- Couple, 1927
- Nu devant la mer, 1928, collection Pierre Ghêne
- Nu couché, 100 × 80 cm, 1929
- M le maudit, 1931
- Couple
- Yvonne, collection Bertouille
- Deux Femmes, 1931, collection Bertouille
- Fusain, 1930, collection Bertouille
- Enfant, collection Bertouille
- Nu assis
- Nu couché
- L’Écoute, collection Ferreti
- Personnages, 1929, collection Michel
- Les Amants, 70 × 70 cm, collection Artiges
- La Baignade, 70 × 80 cm, collection Artiges
- Le Voyeur, 65 × 60 cm, collection Artiges
- Couple (gravure), 20 × 25 cm
- Homme à la canne (gravure), 30 × 40 cm
- Nu de dos, collection Renard
- La Loge, collection Renard
- Couple moderne, collection Renard.